# Waldsee

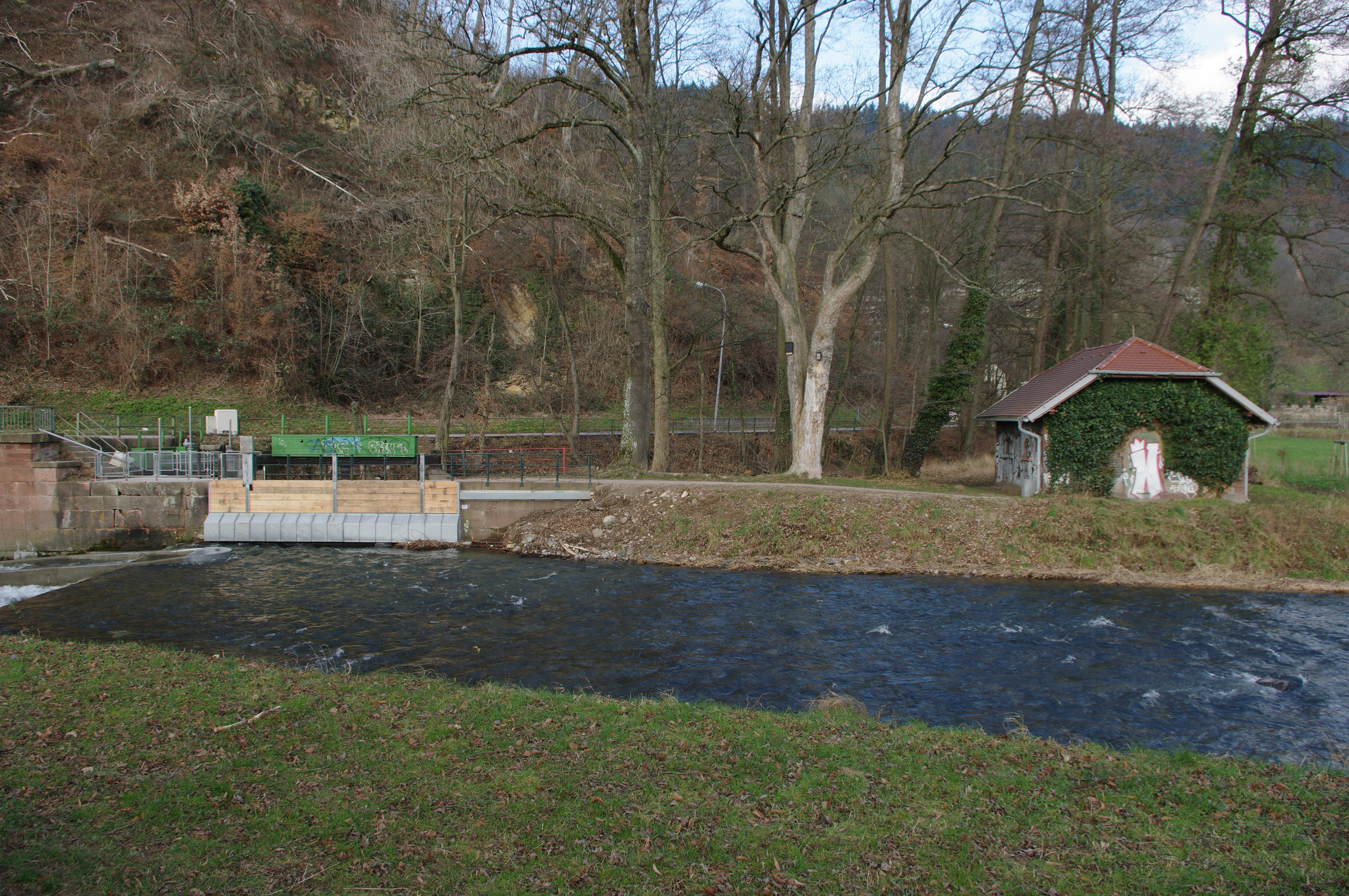
Derivación del canal comercial del Dreisam al desarenador

Waldsee es el nombre de un barrio en el este de Friburgo de Brisgovia en Baden-Wurtemberg, Alemania. Está ubicado entre los barrios Oberau, Wiehre,  Littenweiler y Ebnet. Debe su nombre al lago homónimo Waldsee (traducido: lago en el bosque), un lago artificial que fue creado en el siglo XIX.

## Desarenador
En el nordeste del barrio, cerca de la cartuja, se encuentra el desarenador (nombre local: Sandfang). Se frena el flujo del agua del Dreisam para limpiarla. El área es dragada varias veces al año. En el pasado la arena fue utilizada como material de construcción. En este lugar comienza el canal comercial (nombre local: Gewerbekanal). Un nombre alternativo es arroyo comercial (nombre local: Gewerbebach). Normalmente entre 3,6 y 3,8 m³ de agua por segundo son derivados del río. En periodos secos la cantidad es reducida. El vertedor es regulado manualmente por un "ayudante de cursos artificiales de agua" (nombre local: Runzknecht).

## Puntos de interés
- Cartuja
- Santa Odilia

## Enlaces
- Wikimedia Commons alberga una categoría multimedia sobre Waldsee.